# شوتا كويدإ
شوتا كويدإ (باليابانية: 小井手 翔太) (29 سبتمبر 1981 في فوكوكا في اليابان – )؛ هو لاعب كرة قدم ياباني سابق كان يلعب كلاعب وسط.

## وصلات خارجية
- شوتا كويدإ على موقع رابطة كرة القدم اليابانية للمحترفين (اليابانية)
- شوتا كويدإ على موقع قاعدة بيانات كرة القدم.إي يو (الإنجليزية)
- شوتا كويدإ على موقع Soccerway.com (الإنجليزية)